# Miguel González (futbolista)
Miguel González (Yelm, Washington, Estados Unidos; 1 de octubre de 1990) es un futbolista mexicano-estadounidense. Juega de delantero.

## Trayectoria

### Inicios
En 2012 entró a la Universidad de Seattle y jugó al fútbol universitario para los Seattle Redhawks. Durante su etapa universitaria, jugó para los Seattle Sounders sub-23 y los Kitsap Pumas de la USL PDL.

### Colorado Springs Switchbacks FC
El 27 de enero de 2015, González fichó por el Colorado Springs Switchbacks de la USL. En su primer año como profesional, anotó 10 goles y registró 7 asistencias.

### Oklahoma City Energy FC
El 6 de diciembre de 2016 fichó por el Oklahoma City Energy FC de la USL, donde fue compañero de equipo de su hermano Daniel Gonzalez. Anotó su primer gol en su nuevo club el 11 de abril, con una impresionante chilena.

### Miami FC
El 4 de febrero de 2019, González fichó por el Miami FC de la National Premier Soccer League.

## Estadísticas
Actualizado al último partido disputado el 8 de marzo de 2020.
| Colorado Springs Estados Unidos      | 2.ª           | 2015          | 24 | 11 | 2 | 0 | - | - | 26  | 11 |
| Colorado Springs Estados Unidos      | 2.ª           | 2016          | 28 | 6  | 1 | 0 | - | - | 29  | 6  |
| Colorado Springs Estados Unidos      | Total club    | Total club    | 52 | 17 | 3 | 0 | 0 | 0 | 55  | 17 |
| OKC Energy Estados Unidos            | 2.ª           | 2017          | 32 | 8  | 2 | 1 | - | - | 34  | 9  |
| OKC Energy Estados Unidos            | 2.ª           | 2018          | 13 | 1  | 1 | 1 | - | - | 14  | 2  |
| OKC Energy Estados Unidos            | Total club    | Total club    | 45 | 9  | 3 | 2 | 0 | 0 | 48  | 11 |
| Miami FC Estados Unidos              | 4.ª           | 2019          | 0  | 0  | 1 | 0 | - | - | 1   | 0  |
| Miami FC Estados Unidos              | 2.ª           | 2020          | 1  | 0  | 0 | 0 | - | - | 1   | 0  |
| Miami FC Estados Unidos              | Total club    | Total club    | 1  | 0  | 1 | 0 | 0 | 0 | 2   | 0  |
| Total carrera                        | Total carrera | Total carrera | 98 | 26 | 7 | 2 | 0 | 0 | 105 | 28 |
| (1) Incluye datos de la U.S Open Cup |               |               |    |    |   |   |   |   |     |    |

## Palmarés

### Títulos nacionales
| Título                         | Club     | País           | Año  |
| ------------------------------ | -------- | -------------- | ---- |
| National Premier Soccer League | Miami FC | Estados Unidos | 2019 |
| NISA                           | Miami FC | Estados Unidos | 2019 |